# パメラ・マーティン
パメラ・マーティン（Pamela Martin）は、アメリカ合衆国の編集技師である。『ザ・ファイター』でアカデミー編集賞、アメリカ映画編集者協会賞ドラマ映画編集賞にノミネートされた。

## 編集作品

### 映画
- Spanking the Monkey (1994)
- Amnesia (1996)
- Ed's Next Move (1996)
- 大いなる相続 The Substance of Fire (1996)
- ストーム The House of Yes (1997)
- My Perfect Journey (1997) 短編映画
- Fカップの憂うつ Slums of Beverly Hills (1998)
- ガンシャイ Gun Shy (2000)
- 舞台よりすてきな生活 How to Kill Your Neighbor's Dog (2000)
- バブル・ボーイ Bubble Boy (2001)
- ロックンロールは◎×△!? 検閲なんかブッとばせ! Warning: Parental Advisory (2002) テレビ映画
- セイブド! Saved! (2004)
- Life of the Party (2005)
- リトル・ミス・サンシャイン Little Miss Sunshine (2006)
- Youth in Revolt (2009)
- ザ・ファイター The Fighter (2010)
- ヒッチコック Hitchcock (2012)
- ニュートン・ナイト 自由の旗をかかげた男 Free State of Jones (2016)
- バトル・オブ・ザ・セクシーズ Battle of the Sexes (2017)
- オペレーション・フィナーレ Operation Finale (2018)
- セバーグ Seberg (2019)
- ダウンヒル Downhill (2020)
- ドリームプラン king Richard (2021)
- ボブ・マーリー:ONE LOVE Bob Marley: One Love (2024)

### テレビシリーズ
- Weeds ママの秘密 Weeds (2005)

### コンピュータゲーム
- Ripper (1996)